# Clovia formosa
Clovia formosa är en insektsart som beskrevs av Schmidt 1922. Clovia formosa ingår i släktet Clovia och familjen spottstritar. Inga underarter finns listade i Catalogue of Life.